# الهيئة العامة للمعارض والمؤتمرات
الهيئة العامة للمعارض والمؤتمرات هيئة سعودية أنشئت بتاريخ 27 ديسمبر 2018، ويرأس مجلس إدارتها فهد بن عبدالمحسن الرشيد

## الأهداف
يرتكز الهدف الرئيس للهيئة على الارتقاء بقطاع المعارض والمؤتمرات، ومن ذلك وضع الخطط والسياسات والبرامج المتعلقة، وإصدار الموافقات والتراخيص اللازمة لإقامتها، ومراقبة الأنشطة ذات العلاقة، والعمل على إبراز السعودية كوجهة جاذبة لإقامة المعارض والمؤتمرات، وكذلك تأهيل الكوادر الوطنية في هذا المجال، وتمثيل المملكة في المحافل الدولية ذات الصلة.

## مهام الهيئة[5]
- وضع الخطط والسياسات والبرامج المتعلقة بقطاع المعارض والمؤتمرات.
- إصدار الموافقات اللازمة لإقامة الجهات الحكومية للمعارض والمؤتمرات.
- إصدار التراخيص اللازمة لإقامة الجهات غير الحكومية للمعارض والمؤتمرات.
- الرقابة على جميع الأنشطة التي تندرج ضمن قطاع المعارض والمؤتمرات.
- التنسيق مع الجهات ذوات العلاقة فيما يتصل بتشجيع الاستثمار في قطاع المعارض والمؤتمرات، وتوفير المحفزات والمعلومات ذات الصلة بذلك.
- العمل على إبراز المملكة بصفتها وجهة جاذبة لإقامة المعارض والمؤتمرات، بالتنسيق مع الجهات ذوات العلاقة.
- تأهيل الكوادر الوطنية في مجال المعارض والمؤتمرات، وتدريبها، وتنميتها.
- العمل على استقطاب المعارض والمؤتمرات الدولية، وتطوير المعارض والمؤتمرات المحلية، ودعمها، واستحداث معارض ومؤتمرات تعكس هوية المملكة.
- تقديم الدعم الفني للجهات الحكومية عند إقامتها معارض ومؤتمرات خارج المملكة.
- التعاون مع الجهات الحكومية والهيئات المماثلة في الدول الأخرى، والاشتراك في المنظمات والجمعيات الدولية فيما يتعلق باختصاصاتها، وفقًا للإجراءات النظامية.
- تمثيل المملكة في المحافل الدولية ذوات الصلة باختصاصاتها.
- إعداد الدراسات والأبحاث ذوات الصلة بقطاع المعارض والمؤتمرات.

## وصلات خارجية
الموقع الرسمي للهيئة.